# Пікопланктон
Пікопланктон (від іт. piccolo — маленький і планктон) — угруповання найдрібніших планктонних організмів (бактерії, деякі одноклітинні водорості, гриби, їх зооспори), що проходять крізь дрібні чарунки шовкової планктонної сітки (довжина тіла менше 0,05 мм). Пікопланктон є необхідною ланкою у  трофічних ланцюгах гідроекосистем (ним харчуються планктонні тварини). Пікопланктон відокремлюють шляхом центрифугування або  седиментації.
У клітинах піко- і нанопланктону вміст хлорофілу вищий, ніж у мікропланктону. Під звичайним світловим мікроскопом — їх ледь видно, і то, тільки поки вони живі — пофарбовані і рухаються. І планктонною сіткою вони не ловляться — проскакують в 10-мікронні вічка самого дрібного планктонного газу. За цих технічних причин роль пікопланктону довгий час недооцінювалася — дослідники звертали увагу на добре помітний мікропланктон (> 20 мікрон), до якого належить більшість описаних для  Чорного моря видів  діатомей і  динофлагеллят.
Дослідження фітопланктону за допомогою звичайної світлової мікроскопії не дозволяли виявити і діагностувати пігмент-місткі клітини розмірами менше 2-3 мкм ні на фіксованих пробах, ні методом «живої краплі», широко використовуваним фахівцями ІнБПМ АН України. Визначення хлорофілу до  первинної продукції без поділу за дробовими розмірними фракціями також не дозволяла з'ясувати внесок фотосинтезуючого пікопланктону (0,2-2,0 мкм). Тому форми, віднесені до еукаріотичного пікофітопланктону, і ціанобактерії не згадуються в зведеннях кінця 1970-х років. У світовій літературі в цей час почали з'являтися лише перші дані про високу чисельність та продукцію найдрібніших фототрофних організмів, отримані із застосуванням дробової фільтрації, флюоресцентної та електронної мікроскопії.
Ці відомості про значну роль пікопланктону в екосистемах  пелагіалі зумовили початок вивчення відповідної розмірної фракції фототрофів в Чорному морі як за допомогою флюоресцентної мікроскопії та мікроспектрофлюоріметрії, так і дробовим визначенням АТФ, пігментів і первинної продукції.

## Основні компоненти фототрофного пікопланктону
До складу цієї групи організмів входять еукаріотичні піководорості і ціанобактерії. Останні різко переважають за чисельністю і  біомасою. У Чорному морі в кінці весни частка ціанобактерій по біомасі оцінювалася в 80%, влітку — не менше 90 і восени — більше 95%. У стратифікованих водах піководорості і ціанобактерії утворюють піки, що не збігаються за глибиною. Різке переважання ціанобактерій призвело до того, що основну увагу дослідників фототрофного пікопланктону було сконцентровано на цій групі.